# Ангелов, Петар
Петар Ангелов (макед. Петар Ангелов; род. 3 августа 1977, Кавадарци) — македонский гандболист, вратарь клуба «Тинекс Пролет» и сборной Македонии. Известен под прозвищем «Диви».

## Карьера игрока
Выступал на протяжении всей карьеры в македонских клубах: «Тиквеш» (Кавадарци), «Пелистер» (Битола) и «Металург» (Скопье). Также выступал во французском «Трамбле-ан-Франс». В сборной провёл 40 игр, играл с ней на чемпионате мира 2009, чемпионатах Европы 2012 и 2014 годов.

## Достижения
- Чемпион Македонии: 1998, 2000, 2005, 2011, 2012
- Победитель Кубка Македонии: 1998, 1999, 2005, 2011, 2013, 2014
- Финалист Кубка ЕГФ: 2001/2002
- Победитель СЕХА лиги: 2016/2017